# Calais (argonauta)
Calais foi, segundo a mitologia grega, um dos argonautas. Era irmão de Zetes e filho de Bóreas e Orítia. Era o amado de Orfeu, Alguns contos é citado como semideus, assim como seu irmão Zetes..